# 41-es villamos (Budapest)
A budapesti 41-es jelzésű villamos a Bécsi út / Vörösvári út és a Kamaraerdei Ifjúsági Park között közlekedik. A főváros leghosszabb villamosvonala. A viszonylatot a Budapesti Közlekedési Zrt. közlekedteti a Budapesti Közlekedési Központ megrendelésére.

## Története
A vonalat a Budapest-Budafoki Helyiérdekű Villamos Vasutak (BBVV) építette, 1914. július 1-jén indult meg a forgalom a Szent Gellért tértől Budafokon és Kamaraerdőn át Törökbálintig. (Budaörsön a mai Nádas utca, Repülőtéri út, Stefánia utca és Baross utca útvonalon át haladt, Törökbálinton pedig a Fűzfa utca, Bajcsy Zsilinszky utca és a Géza fejedelem utca mentén.)
1942. december 26-án átadták a Móricz Zsigmond körtéren az új hurokvégállomás-komplexumot a Gombával, amely körül a HÉV-ek, 1963-tól 1972-ig pedig a 41-es és 43-as járat végállomásozott.
1944-ben, Budapest ostromakor a budafoki felüljárót felrobbantották, a vonalon leállt a forgalom, 1945. május 23-án indult csak újra. Acélhiány és az alacsony utasforgalom miatt a törökbálinti szakasz egyik sínpárját 1945 nyarán felszedték Budaörs és Törökbálint között, majd később Kamaraerdő és Budaörs között is. (A kamaraerdei hurokvágány is ekkor szűnt meg. Helyén 1983-ban nyílt meg a Kamaraerdei Ifjúsági Park.) Az elbontott sínszálakat Budatétényben és Pesterzsébeten használták fel.
1952-ben, amikor a HÉV többi vonala a MÁV kezelésébe került, ezt a vonalat (és a nagytétényit) az FVV vette át, a HÉV-jelleg megtartásával, majd 1958-ban ismét visszakerült a BHÉV-hez. 1953-ban indult el a párhuzamos 47-es villamos. A HÉV járművei lassabban haladtak és feltartották a villamosokat
1958-ban bevezették a nagytétényi és törökbálinti HÉV-vonalakon a viszonylatok betűjelzését. A Móricz Zsigmond körtér–Törökbálint vonal a „T”-t, a Kelenvölgyig járó a „V”-t, a Kamaraerdőig járó az „E”-t, és a Budaörsig járó az „Ö”-t kapta.
1963-ban a vonalcsoport átkerült a Fővárosi Villamosvasúthoz (FVV), a HÉV-eket villamosok váltották fel. A viszonylatok az addigi betűk helyett számokat kaptak, a törökbálinti vonal lett a 41-es, a többi betétjáratot megszüntették, a vágányokat az M7-es autópálya építése miatt Budaörsön túl elbontották. (A meghagyott pályán visszaépítették a második vágány háború után elbontott felépítményét.)
Az M1-es és M7-es autópálya közös szakaszának, a budaörsi felüljárónak a közelébe (a mai Tesco hipermarket parkolójának helyére) került a budaörsi hurokvégállomás, innentől Törökbálintig (Budaörs érintésével) a 88A jelzésű autóbuszok biztosították a kapcsolatot.
1963 és 1966 között betétjárat is közlekedett 41A jelzéssel, 1965-ig Budafok, forgalmi telep és Budaörs között, majd ezután a Móricz Zsigmond körtértől Albertfalva, kitérő megállóhelyig. 1972. április 30-án és május 1-jén a majális alkalmából 41B villamos is járt Budafok, forgalmi telep és Kamaraerdő között.
1973. január 1-jén a 41-es villamos lerövidült, belső végállomását Budafok, forgalmi telephez helyezték. 1977. július 1-jén tovább rövidült: megszűnt a Kamaraerdő–Budaörs-szakasz, ezzel nem maradt többé olyan budapesti villamos viszonylat, amely átlépte volna a főváros közigazgatási határát. 1993. május 30-tól újra a Móricz Zsigmond körtérre, a gombát megkerülő egykori hurokvágányra került a belső végállomása.
2002. június 22-től a 4-es metró építése miatt elbontották a Móricz Zsigmond körtéri hurokvágányt, ezért a 41-es végállomását a Fehérvári úti rendelőintézet előtt kiépített ideiglenes végállomáshoz helyezték. 2002 szeptemberétől ismét áthaladtak a Fehérvári úti villamosok a körtéren, viszont a 41-es végállomása ugyanott maradt. A körtértől több száz méterre található csonkavágányos végállomást a Bocskai úthoz való közelsége ellenére Móricz Zsigmond körtérnek nevezték el. 2003 márciusától pár száz métert rövidült: a metróállomás aluljárójának építése miatt a végállomását a Bocskai út elé helyezték. 2003. szeptember 8-án adták át a rendelőintézet előtti új végállomást, melyet a 41-es nem használt sokáig: november 1-jén a Batthyány térig hosszabbodott. (A vágánykapcsolatos félreállóhely szakmai berkekben hamar az "SZTK rendező" gúnynevet kapta.)
2006-ban folytatódott az építkezés: augusztus 28-án a Kanizsai utcai angolváltós kialakítású ideiglenes végállomásig rövidült. Ebben az időszakban ideiglenesen a vágánykapcsolat is megszűnt a Körtér felé, és mivel az építkezés – a járdákat leszámítva – a Fehérvári út teljes szélességét igénybe vette, pótlóbusz sem jöhetett számításba, ezért a metróállomás teherbíró födémének elkészültéig az utasoknak a Kanizsai utca és a Bocskai út közötti távot gyalog kellett megtenniük. 2007. július 23-tól a járat ismét a Batthyány térig közlekedett, majd augusztus 21-én újraindult a 41A villamos a Batthyány tér és a Budafok, forgalmi telep között, mely 2008. december 19-ig közlekedett. December 20-tól 2009. július 30-ig a budai főgyűjtő-csatorna építése miatt a 41-es végállomása a Moszkva tér lett.
2009 júliusában a Lánchíd és Ybl Miklós tér megállókat összevonták, és a hídtól délre alakították ki a Clark Ádám tér megállóhelyet.
A 2010-es BKV-sztrájk alatt 41A jelzéssel járt a Kamaraerdő és a Bocskai út között.
2014. szeptember 11-étől 2016 nyaráig a villamosok a Repülőtér és a Kamaraerdei Ifjúsági Park megállók között alámosás miatt egy vágányon közlekedtek.
A budai fonódó villamoshálózat projekt keretében új pálya épült a Batthyány tér és a Margit híd között. A Clark Ádám téri villamosalagút átépítése miatt 2015. március 16-ától a Clark Ádám tér és Batthyány tér közötti szakaszon a villamosok helyett a 17-es villamospótló autóbusz és a 86-os busz közlekedett. 2016. január 16-án átadták a Bem rakparti új vonalat, de mivel az alagút ekkor még nem készült el, ezért 2016. március 13-áig megosztott útvonalon közlekedtek a Bécsi út / Vörösvári út és a Clark Ádám tér között 19-es jelzéssel a régi 17-es villamos vonalán, majd a Margit hídtól az új pályán a rakparton, valamint a Clark Ádám tér és a Kamaraerdei Ifjúsági Park között a régi szakaszon. Az építkezés befejeztét követően 2016. március 14-től létrejött egy átszállásmentes kapcsolat Óbuda és a Kamaraerdő között, a Fehérvári úton keresztül.
2015. június 16-án adták át a Rudas Gyógyfürdő nevű megállóhelyet.
2016. június 16-ától augusztus 28-áig nem közlekedett pályafelújítás és villamosmegállóhely-peron építése miatt. A vágányzár ideje alatt megerősítették és és kijavították a Hosszúréti-patak áradása miatt alámosott villamospályát, így a villamosok újra két vágányon közlekednek a Repülőtér és a Kamaraerdei Ifjúsági Park között.
2018. február 12-től 2019. július 19-éig Rózsavölgy felső és Kelenvölgy-Péterhegy között a patak újabb áradása okozta alámosás miatt egy vágányon közlekedett. A villamosok a Kamaraerdei Ifjúsági Park irányába ezen a szakaszon az ellenkező irányú megállókban álltak meg. A patak medre felől itt is gabionfalakkal erősítették meg az alépítményt, amire új villamospálya épült.
2020. május 23-ától a járaton engedélyezett a kerékpárszállítás.

### 41–61
2015. május 16-án és 17-én közlekedett a 41-es és a 61-es villamos összevont járataként a Széll Kálmán tér és a Kamaraerdei Ifjúsági Park között. Ekkor a 41-es és a déli 61-es villamos közlekedése szünetelt. A vonalon Ganz ICS és Tatra T5C5K2 szerelvények közlekedtek vegyesüzemben.
2019. augusztus 3-án délután ismét összevont járatként közlekedett, ezúttal a Kamaraerdei Ifjúsági Park és Hűvösvölgy között.

### 1–41
Az 1–41-es jelzésű villamos az 1-es villamos és a 41-es villamos összevont járata volt, ami 2015. szeptember 26–27-én a Móricz Zsigmond körtér és Etele út / Fehérvári út közötti pályafelújítás miatt közlekedett a Bécsi út / Vörösvári úttól az Árpád híd, Hungária körút, Népliget, Rákóczi híd, Hengermalom út, Szerémi út, Fehérvári úton keresztül a Kamaraerdei Ifjúsági Parkig, ezzel (2024-ig) ez lett Budapest leghosszabb villamosjárata, a vonal hossza 24,5 km, a menetidő 68-76 perc volt. A vonalon Tatra T5C5 szerelvények közlekedtek.

### 14–41
2024. január 7-én 14-41-es jelzéssel fényvillamos közlekedett a 14-es villamos északi végállomásától részben az 1-es villamos, részben pedig a 41-es villamos nyomvonalán. A járat Káposztásmegyer és a Lehel utca között a 14-es vonalát követte, innen Kamaraerdő felé a Bécsi út / Vörösvári út felé közlekedett az 1-es villamos vonalán, majd tovább a 41-es útvonalán annak déli végállomásáig közlekedett. Káposztásmegyer felé az Etele út / Fehérvári út csomópontban az 1-es villamos útvonalára kanyarodott, majd a Lehel utcánál a 14-es vonalára áttérve haladt északi végpontja felé. A járatot normál díjszabással lehetett igénybe venni, a vonalon az 1347-es pályaszámú Ganz KCSV–7 típusú villamos közlekedett.

## Járművek
A vonalon a ČKD–BKV Tatra T5C5K2M típusok közlekednek, de előfordulhatnak kocsiszín menetként CAF Urbos 3 alacsonypadlós, valamint hétköznap reggelenként egy darab Ganz CSMG típus is. A villamosokat az Angyalföld kocsiszínben, a Baross kocsiszínben és a Kelenföld kocsiszínben tárolják.
1984. szeptember 1-jén kerültek a vonalra a kétkocsis ČKD Tatra T5C5 villamosok, felváltva a régi, acélvázas kéttengelyes villamosokat.
1988. január 1. és 2007. július 22. között UV villamosok, 2007. július 22. és 2015. június 16. között Ganz csuklós villamosok közlekedtek a vonalon. 2015. június 16-tól visszatértek a vonalra a Tatra T5C5 villamosok, amelyek 2016. január 18-ig teljeskörűen közlekedtek a vonalon. A budai fonódó villamoshálózat és a Görgey Artúr utcai vágányzár végével a kevés Tátra villamos miatt ezután hétköznaponként újra Ganz csuklósokat adtak ki a vonalra, hétvégén azonban továbbra is maradt a Tatra T5C5 típus. 2016. május 6-án bezárt a Budafok kocsiszín, amely az elkövetkező egy évben teljes átépítésen esik át. Feladatait ideiglenesen Kelenföld, Baross és Szépilona kocsiszínek vették át, így a 41-es vonalra a közelgő nyári felújításig kizárólag Ganz csuklós villamosok kerültek Kelenföldről. 2016. augusztus 28-ától a vonal újraindulásával Tatra és Ganz csuklós villamosok közlekedtek vegyesen az év végéig, majd 2017. január 1-től már tisztán Tatra kocsikkal kerül kiadásra a viszonylat járműállománya. 2018. november 5-től Tatra T5C5K2 típusok közlekednek a vonalon.

## Útvonala
| Kamaraerdei Ifjúsági Park felé |
| Bécsi út / Vörösvári út vá. – Bécsi út – Zsigmond tér – Frankel Leó út – Vidra utca – Germanus Gyula park – Árpád fejedelem útja – Bem rakpart – aluljáró – Várkert rakpart – Döbrentei tér – Szent Gellért rakpart – Szent Gellért tér – Bartók Béla út – Móricz Zsigmond körtér – Fehérvári út – felüljáró – Anna utca – Ady Endre út – Rózsavölgy – Kőérberek – Susulyka utca – Kamaraerdei Ifjúsági Park vá. |
| Bécsi út / Vörösvári út felé |
| Kamaraerdei Ifjúsági Park vá. – Susulyka utca – Kőérberek – Rózsavölgy – Ady Endre út – Anna utca – felüljáró – Fehérvári út – Móricz Zsigmond körtér – Bartók Béla út – Szent Gellért tér – Szent Gellért rakpart – Döbrentei tér – Várkert rakpart – aluljáró – Bem rakpart – Árpád fejedelem útja – Germanus Gyula park – Vidra utca – Frankel Leó út – Zsigmond tér – Bécsi út – Bécsi út / Vörösvári út vá. |

## Megállóhelyei
| 0  | Bécsi út / Vörösvári út végállomás   | 61 | 1, 1A, 17, 19 137, 160, 218, 237, 260 800, 815, 820, 821, 830, 832, 840, 848 | GOBUDA Mall |
| ∫  | Bécsi út / Vörösvári út              | 60 | 1, 1A, 17, 19 137, 160, 218, 237, 260 800, 815, 820, 821, 830, 832, 840, 848 | GOBUDA Mall |
| 1  | Váradi utca                          | 59 | 17, 19 160, 260 | STOP SHOP Óbuda |
| 3  | Szent Margit Kórház                  | 58 | 17, 19 160, 260 | Szent Margit Kórház, Bláthy Ottó Titusz Informatikai Szakgimnázium |
| 5  | Selmeci utca                         | 56 | 17, 19 | Kiscelli parkerdő |
| 6  | Katinyi mártírok parkja              | 55 | 17, 19 | Katinyi mártírok parkja, Aquincumi katonai amfiteátrum, Óbudai Árpád Gimnázium, Óbudai Egyetem - Kandó Kálmán Villamosmérnöki Kar, Óbudai Egyetem - Neumann János Informatikai Kar |
| 8  | Kolosy tér                           | 53 | 17, 19 9, 29, 65, 65A, 111, 165 | Újlak Sarlós Boldogasszony Plébánia |
| 10 | Zsigmond tér                         | 51 | 17, 19 9 | Than Károly Ökoiskola Gimnázium, Szakközépiskola és Szakiskola |
| 11 | Komjádi Béla utca                    | 50 | 17, 19 | Császár-Komjádi Béla Sportuszoda |
| 12 | Szent Lukács Gyógyfürdő              | 48 | 17, 19 | Szent Lukács gyógyfürdő |
| 14 | Margit híd, budai hídfő H            | 46 | 4, 6, 17, 19 9, 26, 91, 191, 226, 291 | HÉV-állomás, Margit híd, Országos Reumatológiai és Fizioterápiás Intézet, Budai Irgalmasrendi Kórház, Molnár János-barlang, Gül Baba türbéje, Bem mozi                             |
| 15 | Bem József tér                       | 44 | 19 | |
| 17 | Batthyány tér M+H                    | 42 | 19 11, 39, 111 | Metróállomás, HÉV-állomás, Szent Anna templom, Batthyány téri vásárcsarnok |
| 20 | Halász utca                          | 40 | 19 | Hunfalvy János Két Tanítási Nyelvű Közgazdasági és Kereskedelmi Szakgimnázium |
| 22 | Clark Ádám tér                       | 38 | Budavári sikló 19 16, 105, 178, 210, 210B, 216 | Széchenyi lánchíd, Budai Váralagút, Várkert Bazár |
| 24 | Várkert Bazár                        | 37 | 19 5 | Rác fürdő, Várkert Bazár |
| 25 | Rudas Gyógyfürdő                     | 36 | 19, 56, 56A 7, 8E, 107, 108E, 110, 112 | Rudas gyógyfürdő, Erzsébet híd |
| 27 | Szent Gellért tér – Műegyetem M      | 34 | 19, 47, 48, 49, 56, 56A 7, 107, 133E | Metróállomás, Budapesti Műszaki és Gazdaságtudományi Egyetem, Szabadság híd, Szent Gellért szálloda, Gellért gyógyfürdő                                                            |
| 29 | Gárdonyi tér                         | 32 | 19, 47, 48, 49, 56, 56A 7 | |
| 31 | Móricz Zsigmond körtér M             | 29 | 6, 17, 19, 47, 48, 49, 56, 56A, 61 7, 33, 33A, 58, 114, 213, 214, 240 | Metróállomás, Szent Margit Gimnázium, József Attila Gimnázium, BGSZC Öveges József Technikum és Szakképző Iskola                                                                   |
| 32 | Újbuda-központ M                     | 27 | 4, 17, 47, 48, 56 33, 53, 58, 150, 150B, 153, 154, 212, 212A, 212B 1172, 1173, 1174, 1175, 1176, 1177, 1183, 1184, 1185, 1188, 1189, 1190, 1193, 1194, 1201, 1205, 1212, 1215, 1216, 1229, 1251, 1253, 1254, 1257, 1268 | Metróállomás, Allee bevásárlóközpont, Fehérvári úti vásárcsarnok, Kerületi rendelőintézet                                                                                          |
| 33 | Csonka János tér                     | 25 | 17, 47, 48, 56 | Fővárosi Művelődési Ház |
| 34 | Hauszmann Alajos utca                | 23 | 17, 47, 48, 56 | |
| 36 | Etele út / Fehérvári út              | 21 | 1, 17, 47, 48, 56 213 689, 691 | |
| 37 | Kalotaszeg utca                      | 20 | 17, 47, 48, 56 213 | |
| 38 | Andor utca                           | 19 | 17, 47, 48, 56 213 | |
| 39 | Albertfalva kitérő                   | 17 | 17, 47, 48, 56 213 | |
| 41 | Albertfalva utca                     | 16 | 17, 47, 48, 56 114, 213, 214 | |
| 42 | Fonyód utca                          | 15 | 17, 47, 48, 56 114, 213, 214 | |
| 44 | Budafok kocsiszín                    | 14 | 17, 47, 48, 56 7, 58, 114, 213, 214 S30 G30 S34 S35 S36 | Budafok kocsiszín |
| 46 | Budafoki elágazás                    | 12 | 47, 56 58 | |
| 48 | Rózsavölgy alsó                      | 10 | | Rózsavölgyi Közösségi Ház |
| 49 | Rózsavölgy felső                     | 8  | | |
| 50 | Pék utca                             | 7  | | |
| 52 | Kelenvölgy-Péterhegy                 | 6  | 150, 150B, 250, 250B, 251, 251A, 251E | |
| 54 | Balatoni út                          | 5  | 141 710, 712, 720, 722 | |
| 55 | Kőérberek                            | 4  | 187 | Gyarmati Dezső Sportuszoda |
| 57 | Fülőke utca                          | 3  | | |
| 59 | Repülőtér                            | 2  | | Új Budai Alma Mater Általános Iskola |
| 62 | Kamaraerdei Ifjúsági Park végállomás | 0  | 87, 87A, 187, 287 | Kamaraerdei Ifjúsági Park |

## Képgaléria

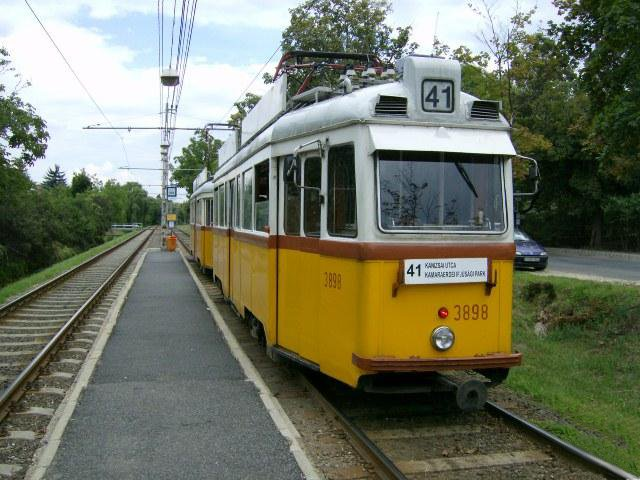
Ganz UV típusú villamosszerelvény a Pék utcai megállóban 2007-ben.
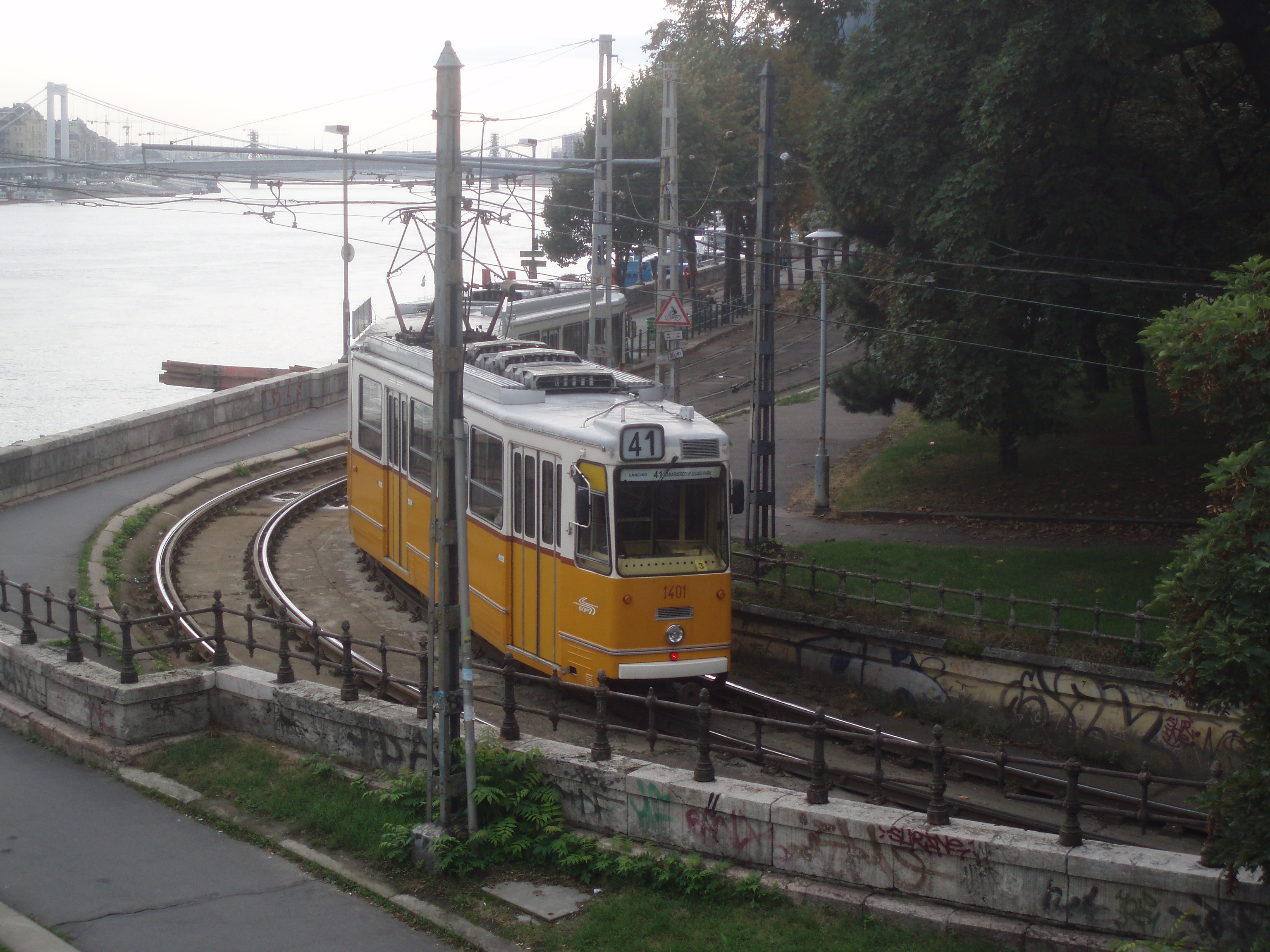
Az 1401-es pályaszámú Ganz csuklós villamos a 41-es vonalán
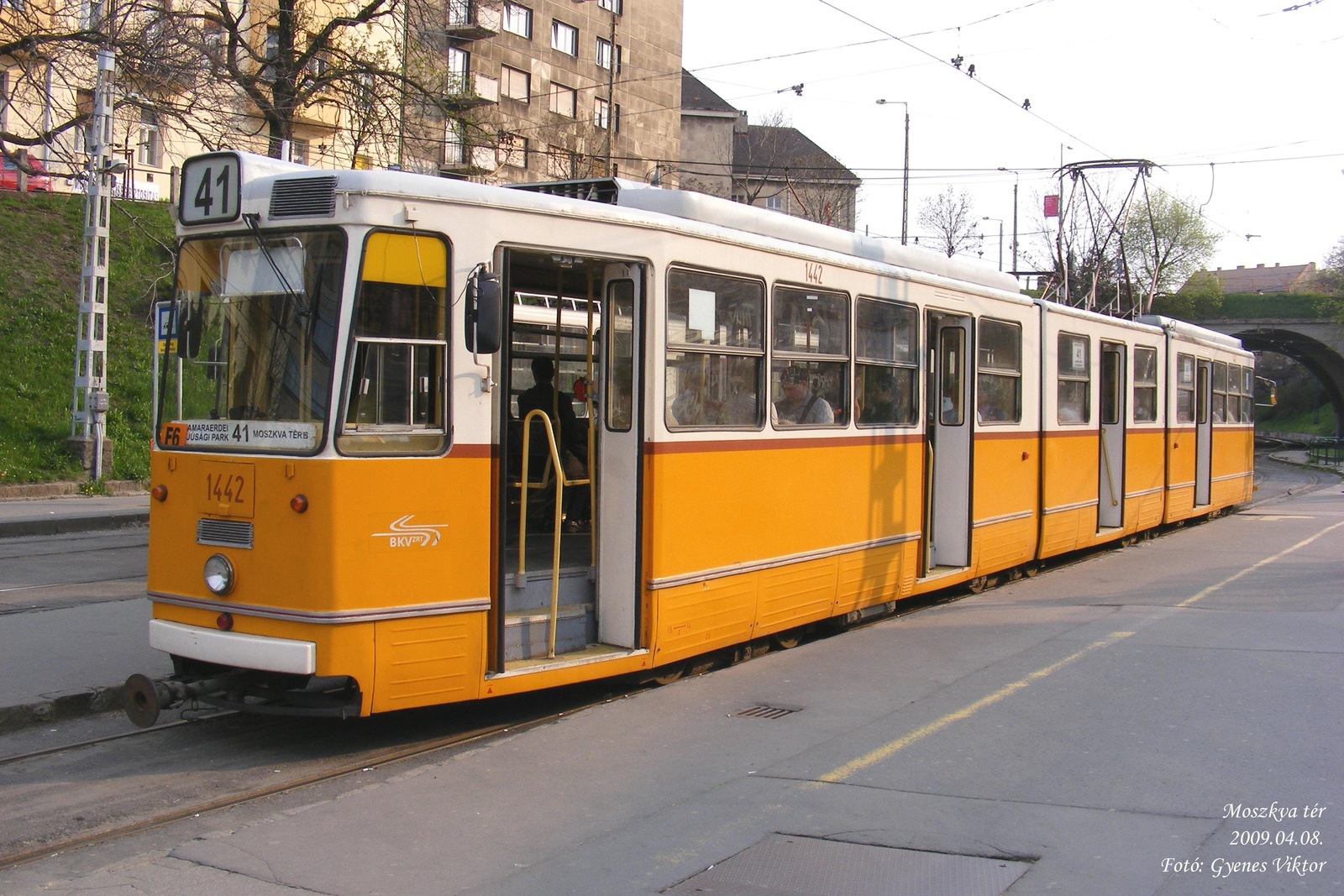
Ganz CSMG villamos a Moszkva téren 2009-ben
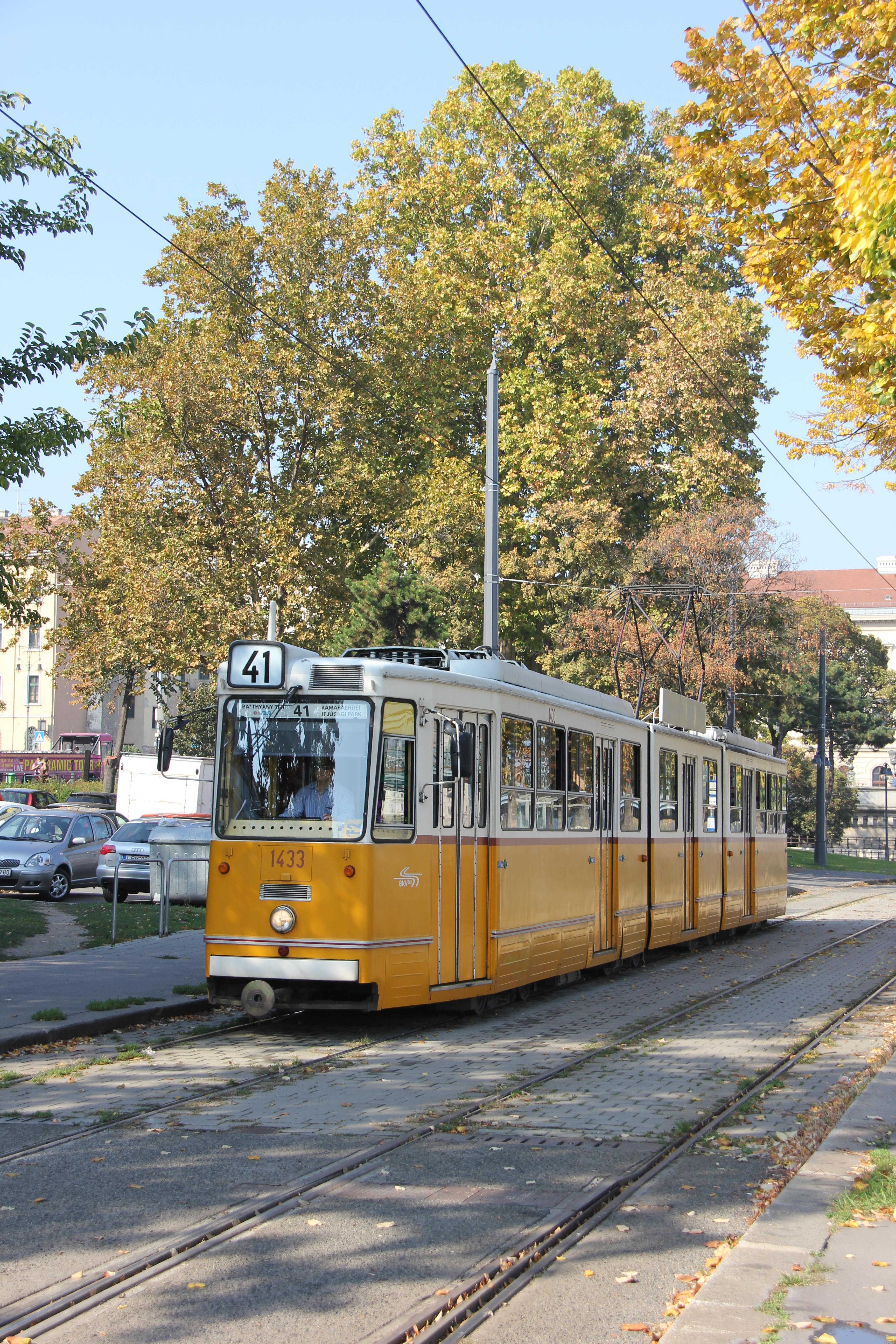
Az 1433-as pályaszámú Ganz csuklós villamos a 41-es vonalán a Clark Ádám térnél
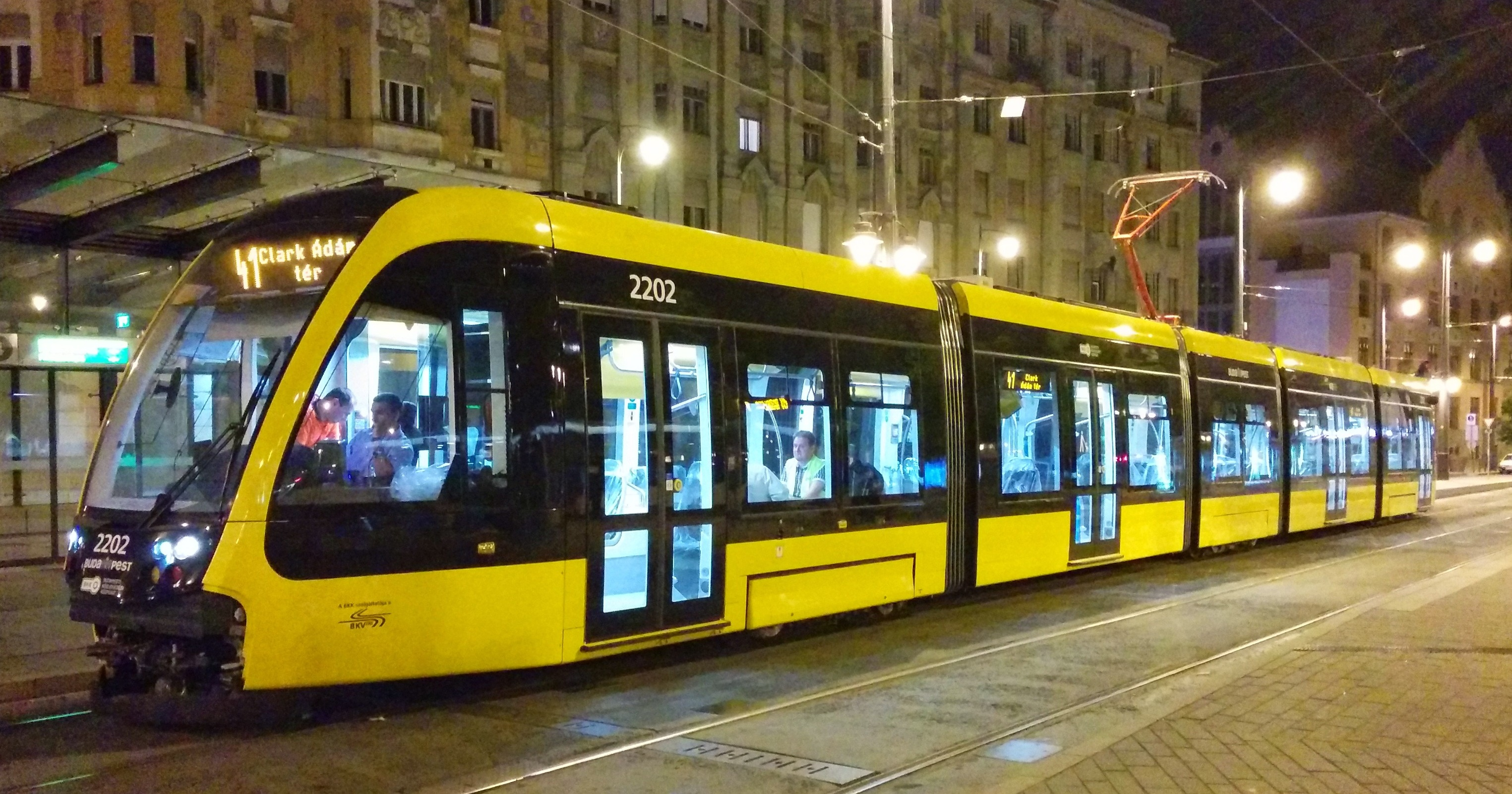
2202-es pályaszámú CAF Urbos 3 villamos a Móricz Zsigmond körtéren
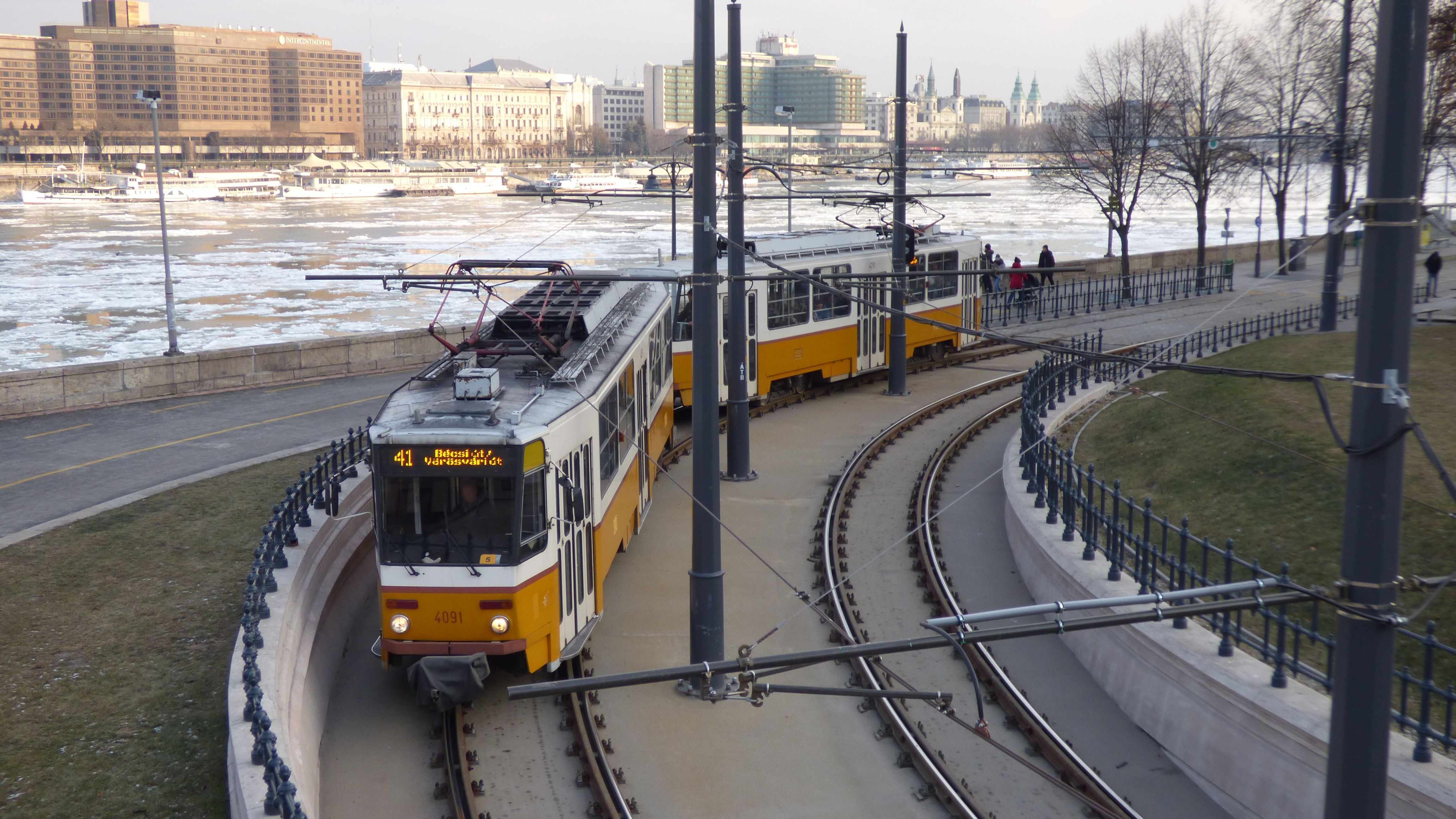
Tatra villamos a Clark Ádám téren
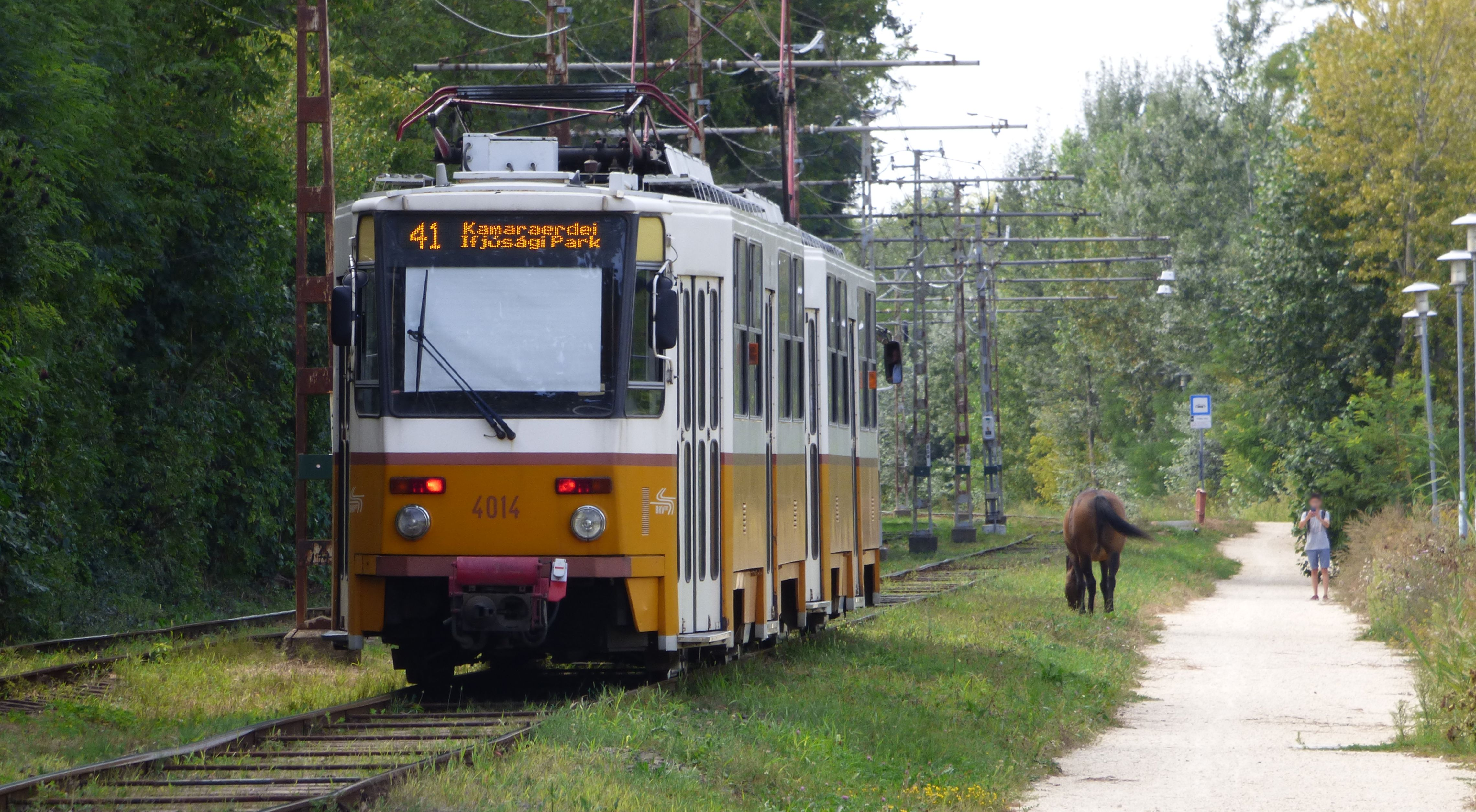
Tatra villamos a Fülőke utca előtt
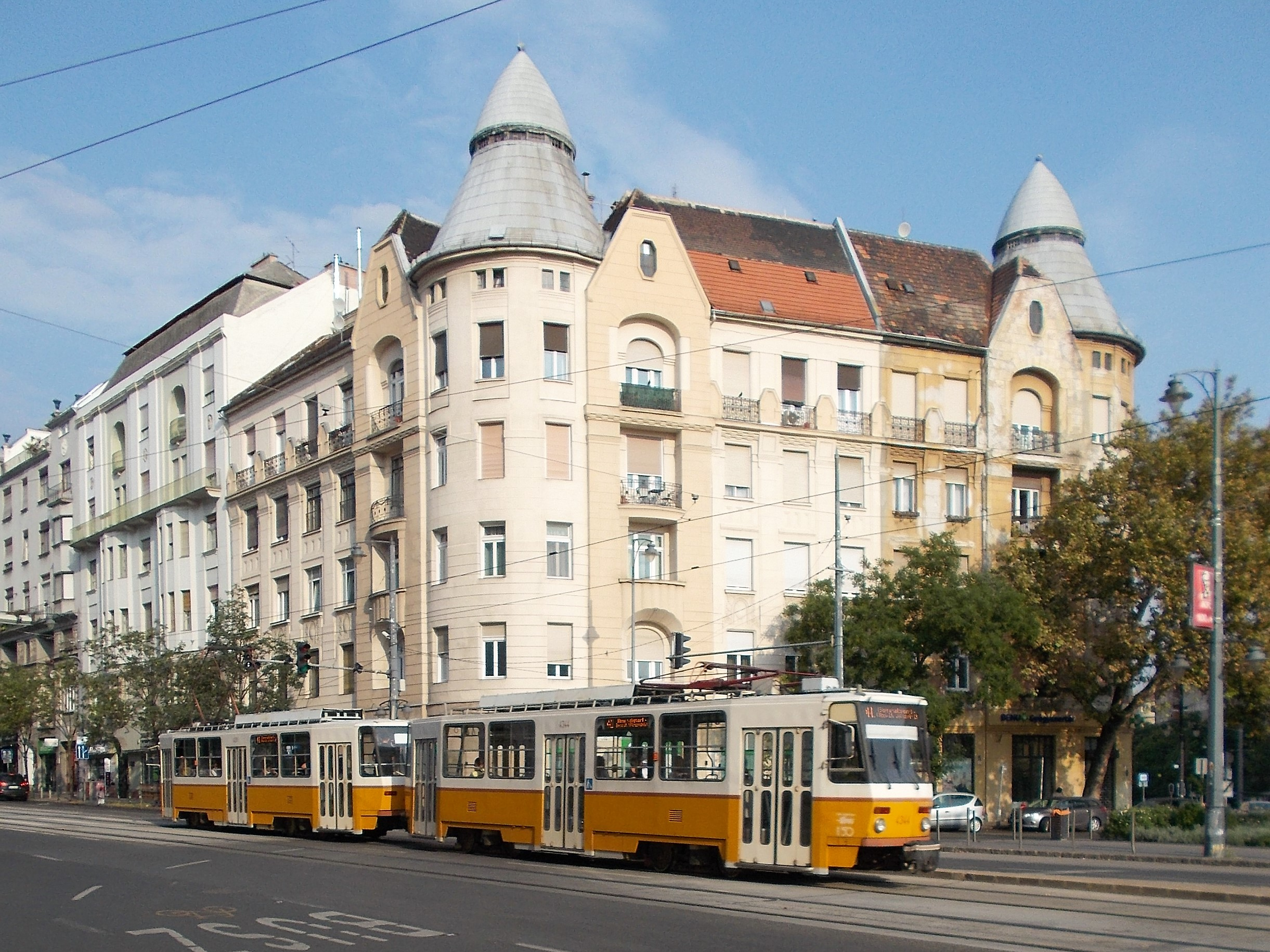
Tatra T5C5 villamos az egykori végállomást jelentő Móricz Zsigmond körtéren
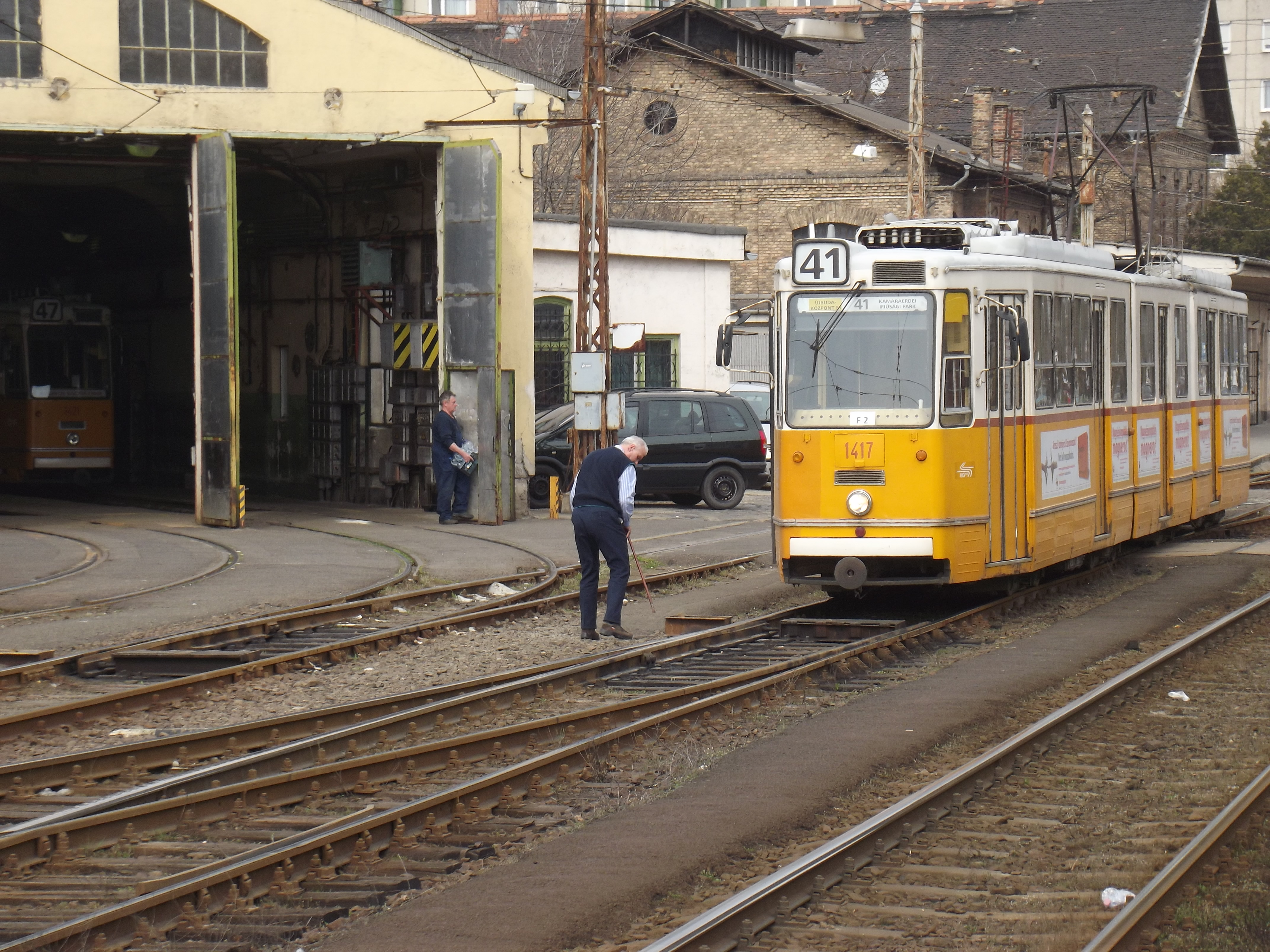
Ganz csuklós a régi Budafok kocsiszín előtt
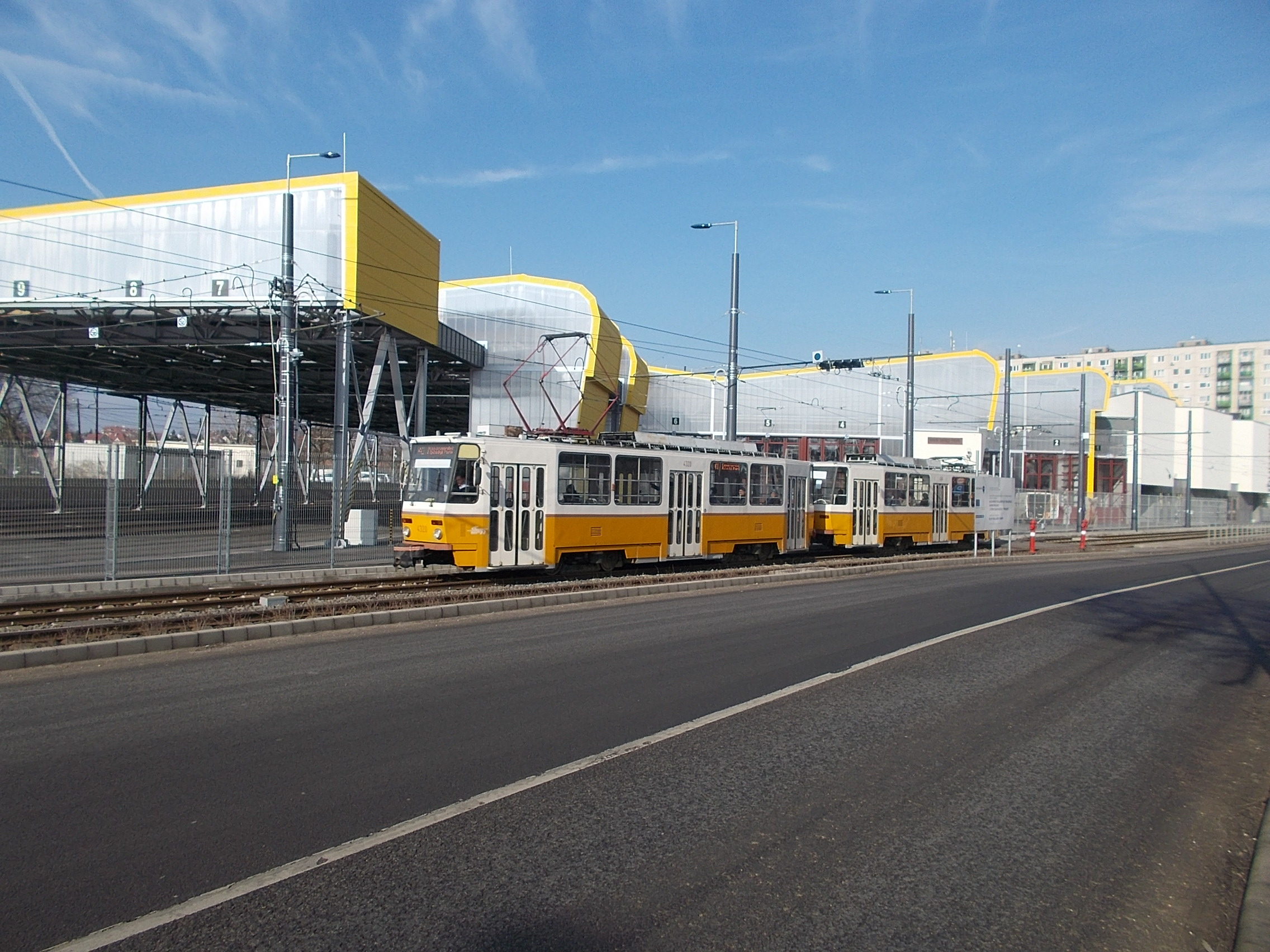
Tatra T5C5 villamos az új Budafok kocsiszín előtt
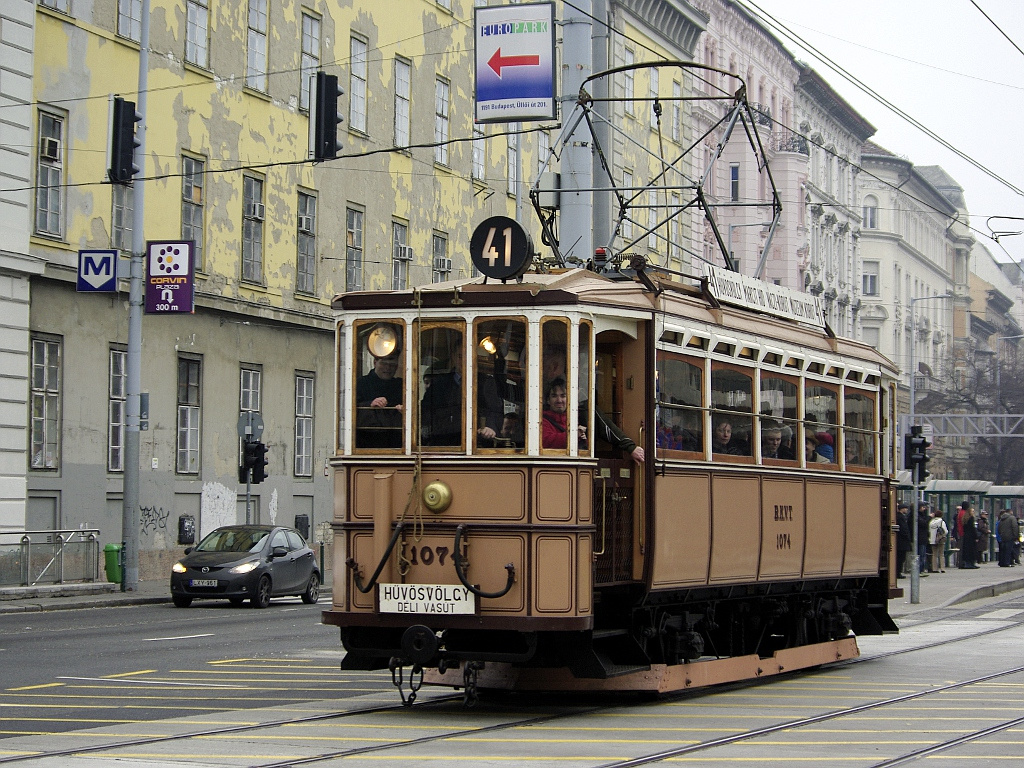
41-es viszonylatra táblázott V típusú nosztalgia villamos
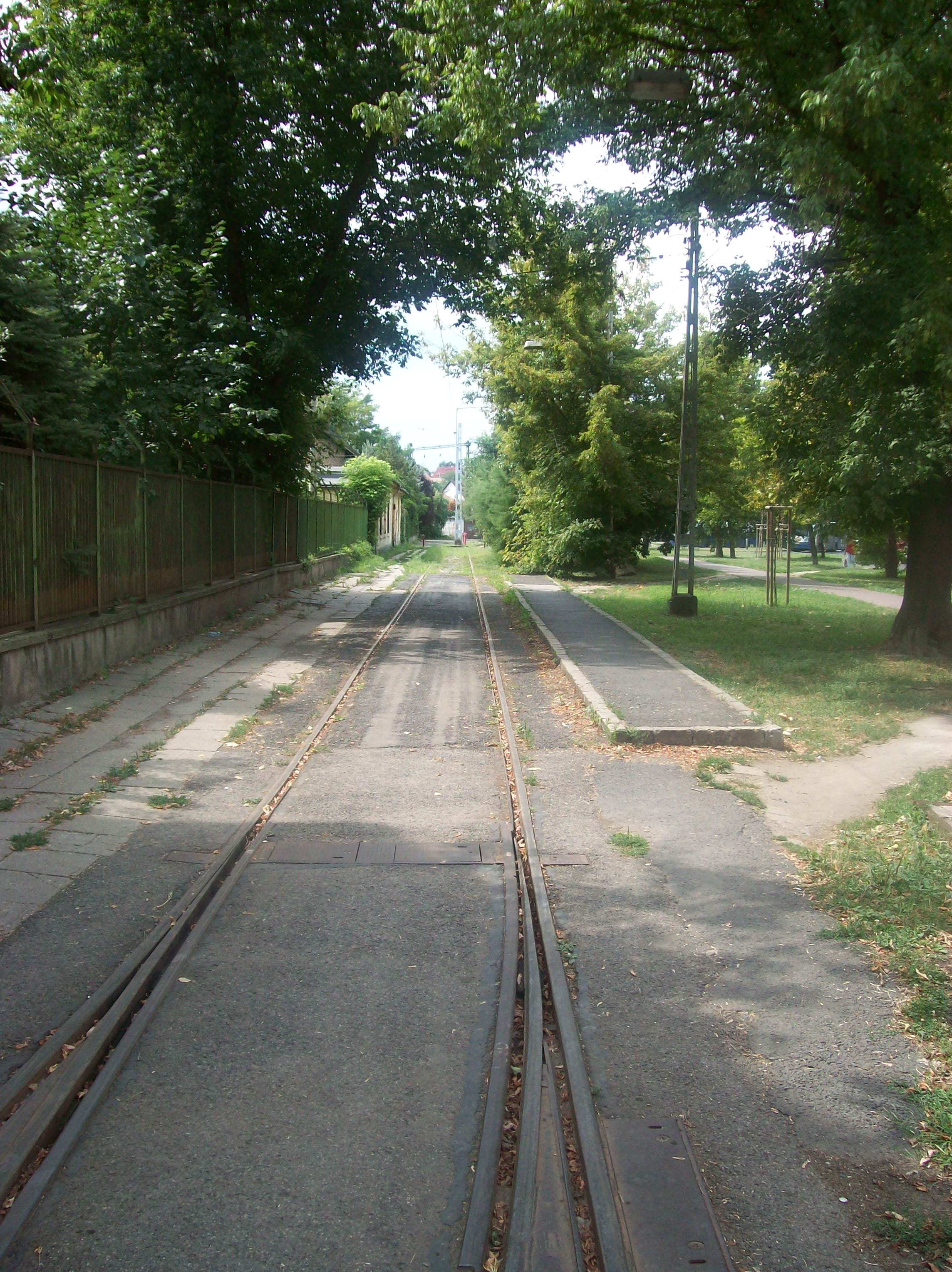
A villamos egykori végállomása Albertfalván a Budafok kocsiszín mellett (azóta elbontották)